# Влада Драгутина Зеленовића
Влада Драгутина Зеленовића изабрана 1991. године и трајала до оставке владе исте године.
Владу је изабрао први сазив Народне скупштине Републике Србије.

## Састав Владе
| Ресор                                                           | Слика              | Име и презиме             | Странка             | Детаљи            |
| --------------------------------------------------------------- | ------------------ | ------------------------- | ------------------- | ----------------- |
| Председник Владе                                                |                    | Драгутин Зеленовић        | СПС                 |                   |
| Потпредседник                                                   |                    | Велимир Радивојевић       |                     |                   |
| Потпредседник                                                   |                    | Никола Станић             |                     |                   |
| Потпредседник Министар финансија                                |                    | Јован Зебић               | СПС                 |                   |
| Потпредседник Министар за развој и економске односе             |                    | Слободан Прохаска         |                     |                   |
| Министар одбране                                                |                    | Миодраг Јокић             |                     |                   |
| Министар унутрашњих послова                                     | Радмило Богдановић | Радмило Богдановић        | СПС                 |                   |
| Министар иностраних послова                                     |                    | Бранко Микашиновић        |                     |                   |
| Министар правде                                                 |                    | Предраг Тодоровић         | СПС                 |                   |
| Министар пољопривреде, шумарства и водопривреде                 |                    | Вељко Симин               |                     |                   |
| Министар индустрије                                             |                    | Душан Матковић            | СПС                 |                   |
| Министар вера                                                   |                    | Драган Драгојловић        | СПС                 |                   |
| Министар рударства и енергетике                                 |                    | Никола Шаиновић           | СПС                 |                   |
| Министар саобраћаја и веза                                      |                    | Миле Пешић                |                     |                   |
| Министар урбанизма, стамбено-комуналне послове и грађевинарство |                    | Миодраг Јанић             |                     |                   |
| Министар трговине и туризма                                     |                    | Тефик Лугићи              |                     |                   |
| Министар рада и социјалне политике                              |                    | Бранка Јешић              |                     |                   |
| Министар науке и технологије                                    |                    | Драгутин Зеленовић (в.д.) | СПС                 |                   |
| Министар науке и технологије                                    | .                  |                           |                     |                   |
| Министар просвете                                               |                    | Димитрије Димитријевић    |                     | до 21. јуна 1991. |
| Министар просвете                                               |                    | Данило Ж. Марковић        | СПС                 | од 21 јуна 1991.  |
| Министар културе                                                |                    | Радомир Шарановић         | нестраначка личност |                   |
| Министар здравља и заштите животне средине                      |                    | Никола Митровић           |                     |                   |
| Министар омладине и спорта                                      |                    | Горан Триван              |                     |                   |
| Министар за везе са Србима изван Србије                         |                    | Станко Цвијан             |                     |                   |